# Mendidaphodius linearis
Mendidaphodius linearis är en skalbaggsart som beskrevs av Reiche och Félicien Henry Caignart de Saulcy 1856. Mendidaphodius linearis ingår i släktet Mendidaphodius och familjen Aphodiidae. Inga underarter finns listade i Catalogue of Life.